# Kaufkraftparität
Die Kaufkraftparität (KKP oder KKB = kaufkraftbereinigt; englisch purchasing power parity, PPP; Parität = Gleichheit von lateinisch par ‚gleich‘) ist ein Begriff aus der Makroökonomie. Kaufkraftparität zwischen zwei geographischen Räumen im selben Währungsraum liegt dann vor, wenn Waren und Dienstleistungen eines Warenkorbes für gleich hohe Geldbeträge erworben werden können. Werden zwei unterschiedliche Währungsräume verglichen, so werden die Geldbeträge durch Wechselkurse vergleichbar gemacht. In diesem Fall herrscht Kaufkraftparität, wenn die unterschiedlichen Währungen durch die Wechselkurse dieselbe Kaufkraft haben und man somit denselben Warenkorb kaufen kann. Wenn Kaufkraftparität zwischen zwei Ländern herrscht, so ist der reale Wechselkurs gleich eins. Kaufkraftparität (KKP) ist das makroökonomische Gegenstück zum mikroökonomischen Gesetz von der Unterschiedslosigkeit der Preise.

## Anwendungsgebiete
Das Konzept der Kaufkraftparität wird für eine ganze Reihe von Anwendungen genutzt:
Zum einen nutzt man es als langfristige Wechselkurstheorie (Kaufkraftparitätentheorie): Demzufolge passen sich Wechselkurse oder Inflation so an, dass zwischen beiden Währungsräumen Kaufkraftparität herrscht. Den Wechselkurs, zu dem die Kaufkraft in beiden Währungsräumen gleich ist, bezeichnet man als kaufkraftparitätischen Wechselkurs;
Zum anderen nutzt man es als Korrekturfaktor: Um volkswirtschaftliche Größen wie Bruttoinlandsprodukt, Bruttonationaleinkommen, Pro-Kopf-Einkommen oder absolute Armut international vergleichbar zu machen, ist eine bloße Umrechnung mit aktuellen Wechselkursen nicht ausreichend, da die Kaufkraft in unterschiedlichen Währungsräumen stark abweichen kann. Typische Konzepte sind hier der Kaufkraftstandard (KKS) und der PPP-US-Dollar (PPP-$). Hierbei wird jedoch keine Aussage über die Wirtschaftskraft getroffen, sondern das Aktivitätsniveau und das Wohlstandsniveau der Volkswirtschaften verglichen, da die über KKS errechneten Werte fiktiv sind.

## Kaufkraftparitätentheorie

### Grundkonzept
Die Kaufkraftparitätentheorie besagt, dass die Wechselkurse zwischen zwei Währungen hauptsächlich deshalb schwanken, um Preisniveauunterschiede auszugleichen. Sie basiert auf dem Grundsatz des Gesetzes vom einheitlichen Preis. Demnach müsste sich ein Gut überall auf der Welt zum gleichen Preis verkaufen. Andernfalls gäbe es Arbitragemöglichkeiten. Nach dieser Theorie muss eine Geldeinheit in allen Ländern die gleiche Kaufkraft haben, sie muss überall den gleichen realen Wert besitzen. Dies wird auch absolute Kaufkraftparität genannt.
Die Kaufkraftparitätentheorie stammt ursprünglich aus der monetären Außenwirtschaftstheorie. Es wird dabei berechnet, wie viel Einheiten der jeweiligen Währung notwendig sind, um den gleichen repräsentativen Güterkorb zu kaufen, den man für 1 US-Dollar in den USA erhalten könnte. Kurzfristig kann der Wechselkurs von der Kaufkraftparität abweichen, insbesondere da monetäre Störungen schnelle Änderungen des Wechselkurses verursachen können, während sich das Preisniveau nur relativ langsam ändert. Langfristig jedoch sollte er aber um diesen Wert schwanken. Dies wird dann relative Kaufkraftparität genannt.
Als Wegbereiter der Kaufkraftparitätentheorie gilt Gustav Cassel, wenngleich sich erste Ansätze schon im 17. Jahrhundert finden. Ausgehend von dieser Interpretation und der Zinsparitätentheorie entwickelte Rudiger Dornbusch die monetäre Wechselkurstheorie.

### Kritik
Die Kaufkraftparitätentheorie ist eine vereinfachte Darstellung des Prinzips, wie sich Wechselkurse konstituieren. Nicht enthalten sind die in der Praxis faktisch anfallenden Transaktionskosten (Transportkosten, Zoll und Steuerabgaben sowie Verzerrungen durch staatliche Handelsbeschränkungen). Da die Theorie auf Jevons-Gesetz basiert, müssen die gleichen Bedingungen gelten. Dies kommt jedoch in der Realität kaum vor.
So zeigen Dornbusch und Fischer empirisch am Beispiel des Wechselkurses der DM und des US-Dollars seit dem Jahr 1979, dass die Theorie nicht in jedem Fall linear anwendbar ist.
Ein weiterer Kritikpunkt ist der heutige (geringe) Einfluss, den Kauf und Verkauf von Devisen aus Warengeschäften auf die Wechselkursentwicklung ausüben. Laut der letzten Devisenmarktstatistik der Bank für Internationalen Zahlungsausgleich vom April 2007 beträgt der durchschnittliche Tagesumsatz am Devisenmarkt 3.210.000.000.000 (3,21 Billionen) US-Dollar und ist seit der letzten Umfrage im Jahre 2004 um 70 % gestiegen. Nur etwa drei Prozent der Umsätze stammen danach aus Warengeschäften.

## Kaufkraftparitäten als Korrekturfaktor
Für internationale Einkommensvergleiche ermitteln internationale Organisationen (z. B. Weltbank) solche Kaufkraftparitäten empirisch, um Verzerrungen durch Wechselkursschwankungen zu eliminieren. So verwendet die Weltbank den Begriff lokale Kaufkraft für ihre Definition von Armut. Um das Einkommen der Personen vergleichen zu können, wird die Kaufkraft des US-Dollars in lokale Kaufkraft umgerechnet.
Da viele Entwicklungsländer (nach der Kaufkraftparitätentheorie) unterbewertete Währungen aufweisen, stellt sich ihr Pro-Kopf-Einkommen in (USD-)Kaufkraftparitäten zumeist höher dar als mit offiziellen Wechselkursen umgerechnet.
Ein populäres Beispiel für Kaufkraftparitäten auf einer alternativen Basis ist der von der Zeitschrift The Economist regelmäßig veröffentlichte Big-Mac-Index. Dabei wird ermittelt, wie viel ein Big Mac in einem McDonald’s-Restaurant in den verschiedenen Ländern der Welt kostet. Diese Preise werden zur Grundlage einer Währungsumrechnung gemacht. Ähnlich ist der iPod-Index. Hierbei wird der Verkaufspreis des von der Firma Apple produzierten iPods in verschiedenen Ländern verglichen. Ein Hauptunterschied zwischen beiden Indizes liegt darin, dass iPods ein über Landesgrenzen handelbares Gut darstellen, während mit Big Macs kein internationaler Handel betrieben wird, weshalb es bei Big Macs auch nicht zu ausgleichenden Arbitrage-Geschäften kommen kann. Die UBS vergleicht seit einigen Jahren Big Mac, Brot, iPhones und mehr. Sie konzentriert sich allerdings nicht nur einzig auf den Preis, sondern stellt im Endergebnis dar, wie viele Stunden Angestellte in verschiedenen Städten und Ländern arbeiten müssen, um sich das Produkt X leisten zu können.

## Kaufkraftvergleich anhand von EuroStat-Daten in der Zeitreihe
|     | Land                    | 2006 | 2007 | 2008 | 2009 | 2010 | 2011 | 2012 | 2013 | 2014 | 2015 | 2016 | 2017 | 2018 |
| --- | ----------------------- | ---- | ---- | ---- | ---- | ---- | ---- | ---- | ---- | ---- | ---- | ---- | ---- | ---- |
| 1.  | EU (28 Länder)          | 100  | 100  | 100  | 100  | 100  | 100  | 100  | 100  | 100  | 100  | 100  | 100  | 100  |
| 2.  | EU (27 Länder)          | 100  | 100  | 100  | 100  | 100  | 100  | 100  | 100  | 100  | 100  | 100  | 100  | 100  |
| 3.  | Euroraum (19 Länder)    | 109  | 109  | 109  | 109  | 108  | 108  | 107  | 107  | 107  | 106  | 106  | 106  | 106  |
| 5.  | Euroraum (18 Länder)    | 110  | 110  | 109  | 109  | 108  | 108  | 108  | 107  | 107  | 107  | 107  | 107  | 106  |
| 6.  | Belgien                 | 119  | 117  | 115  | 118  | 120  | 120  | 121  | 120  | 119  | 118  | 118  | 117  | 115  |
| 7.  | Bulgarien               | 37   | 40   | 43   | 43   | 44   | 45   | 46   | 46   | 47   | 47   | 49   | 49   | 50   |
| 8.  | Tschechische Republik   | 79   | 82   | 84   | 85   | 83   | 83   | 82   | 84   | 86   | 87   | 88   | 89   | 90   |
| 9.  | Dänemark                | 125  | 123  | 125  | 125  | 129  | 128  | 127  | 128  | 128  | 127  | 124  | 125  | 126  |
| 10. | Deutschland             | 116  | 117  | 117  | 117  | 120  | 123  | 124  | 124  | 126  | 124  | 124  | 123  | 123  |
| 11. | Estland                 | 64   | 69   | 69   | 64   | 65   | 71   | 74   | 75   | 76   | 75   | 75   | 77   | 81   |
| 12. | Irland                  | 148  | 148  | 134  | 129  | 130  | 130  | 132  | 132  | 137  | 181  | 183  | 184  | 187  |
| 13. | Griechenland            | 96   | 93   | 93   | 94   | 85   | 75   | 72   | 72   | 72   | 69   | 68   | 67   | 68   |
| 14. | Spanien                 | 103  | 103  | 101  | 101  | 96   | 93   | 91   | 89   | 90   | 91   | 92   | 92   | 91   |
| 15. | Frankreich              | 109  | 108  | 106  | 108  | 108  | 108  | 107  | 108  | 107  | 105  | 104  | 104  | 104  |
| 16. | Kroatien                | 58   | 61   | 63   | 62   | 59   | 60   | 60   | 60   | 59   | 59   | 60   | 61   | 63   |
| 17. | Italien                 | 108  | 107  | 106  | 106  | 104  | 104  | 102  | 98   | 96   | 95   | 97   | 96   | 95   |
| 18. | Zypern                  | 101  | 104  | 105  | 105  | 100  | 96   | 91   | 84   | 81   | 82   | 83   | 84   | 87   |
| 19. | Lettland                | 53   | 57   | 59   | 52   | 53   | 57   | 60   | 62   | 63   | 64   | 65   | 67   | 70   |
| 20. | Litauen                 | 55   | 60   | 63   | 56   | 60   | 66   | 70   | 73   | 75   | 75   | 75   | 78   | 81   |
| 21. | Luxemburg               | 261  | 265  | 262  | 255  | 257  | 265  | 260  | 261  | 270  | 267  | 257  | 253  | 254  |
| 22. | Ungarn                  | 61   | 60   | 63   | 64   | 65   | 66   | 66   | 67   | 68   | 68   | 67   | 68   | 70   |
| 23. | Malta                   | 78   | 79   | 79   | 81   | 84   | 83   | 84   | 85   | 88   | 93   | 94   | 96   | 98   |
| 24. | Niederlande             | 136  | 138  | 139  | 137  | 134  | 133  | 133  | 134  | 130  | 129  | 128  | 128  | 129  |
| 25. | Österreich              | 126  | 125  | 125  | 127  | 126  | 128  | 132  | 131  | 130  | 130  | 127  | 128  | 127  |
| 26. | Polen                   | 51   | 53   | 55   | 59   | 62   | 65   | 67   | 67   | 67   | 68   | 68   | 70   | 71   |
| 27. | Portugal                | 83   | 81   | 81   | 82   | 82   | 77   | 75   | 77   | 77   | 77   | 77   | 77   | 76   |
| 28. | Rumänien                | 39   | 44   | 51   | 51   | 51   | 52   | 54   | 54   | 55   | 56   | 58   | 63   | 64   |
| 29. | Slowenien               | 86   | 87   | 90   | 85   | 83   | 83   | 82   | 82   | 82   | 82   | 83   | 85   | 87   |
| 30. | Slowakei                | 63   | 67   | 71   | 71   | 74   | 75   | 76   | 77   | 77   | 77   | 77   | 77   | 78   |
| 31. | Finnland                | 115  | 119  | 121  | 117  | 116  | 117  | 115  | 113  | 111  | 109  | 109  | 109  | 110  |
| 32. | Schweden                | 125  | 128  | 127  | 123  | 125  | 126  | 127  | 125  | 124  | 125  | 123  | 122  | 121  |
| 33. | Vereinigtes Königreich  | 116  | 112  | 110  | 107  | 108  | 106  | 107  | 108  | 109  | 108  | 108  | 105  | 104  |
| 34. | Island                  | 130  | 129  | 129  | 128  | 116  | 114  | 116  | 117  | 119  | 124  | 128  | 130  | 133  |
| 35. | Liechtenstein           | :n/a | :n/a | :n/a | :n/a | :n/a | :n/a | :n/a | :n/a | :n/a | :n/a | :n/a | :n/a | :n/a |
| 36. | Norwegen                | 181  | 177  | 187  | 172  | 174  | 179  | 186  | 184  | 176  | 160  | 148  | 150  | 150  |
| 37. | Schweiz                 | 150  | 157  | 159  | 160  | 159  | 162  | 164  | 165  | 165  | 165  | 161  | 158  | 157  |
| 38. | Montenegro              | 35   | 39   | 41   | 40   | 41   | 42   | 39   | 41   | 41   | 42   | 45   | 46   | 47   |
| 39. | Mazedonien              | 29   | 30   | 32   | 34   | 34   | 34   | 34   | 35   | 36   | 36   | 37   | 37   | 38   |
| 40. | Albanien                | 22   | 23   | 25   | 27   | 29   | 29   | 30   | 29   | 30   | 29   | 29   | 29   | 31   |
| 41. | Serbien                 | 32   | 33   | 36   | 37   | 36   | 37   | 37   | 38   | 37   | 36   | 37   | 37   | 40   |
| 42. | Türkei                  | 46   | 47   | 48   | 48   | 52   | 56   | 58   | 61   | 64   | 65   | 64   | 65   | 65   |
| 43. | Bosnien und Herzegowina | 26   | 28   | 29   | 30   | 29   | 30   | 30   | 30   | 30   | 30   | 31   | 32   | 31   |
| 44. | Vereinigte Staaten      | 155  | 152  | 146  | 146  | 145  | 143  | 146  | 145  | 146  | 147  | 145  | 145  | 143  |
| 45. | Japan                   | 111  | 109  | 105  | 103  | 105  | 103  | 106  | 107  | 104  | 106  | 107  | 105  | 98   |

Quelle: EuroStat, Daten vom 1. Juni 2018.

## Beispieltabelle für Arbitragemöglichkeiten anhand von Beispielswerten
| Land               | BIP/Kopf (in USD) | BIP/Kopf (in PPP-$) | Relation |
| ------------------ | ----------------- | ------------------- | -------- |
| Schweiz            | 43.060            | 26.580              | 0,62     |
| Vereinigte Staaten | 29.080            | 29.080              | 1        |

1997 mussten für einen US-Dollar etwa 1,43 Schweizer Franken bezahlt werden. 1,43 geteilt durch 0,62 (siehe Tabelle) ergibt 2,31; die Kaufkraftparität zwischen Dollar und Franken betrug demnach 2,31. Das bedeutet, dass im besagten Jahr in der Schweiz mit 2,31 Franken gleich viele Warenwerte wie in den USA mit 1 US-Dollar eingekauft werden konnten.
Gemäß der Kaufkraftparitätentheorie wäre der Schweizer Franken gegenüber dem US-Dollar überbewertet, denn es bestünde eine Arbitragemöglichkeit. Man könnte Franken in Dollar wechseln, damit in den USA Waren kaufen und diese mit Gewinn in der Schweiz verkaufen. Dadurch würden stetig Franken in Dollar gewechselt, und der Franken würde an Wert verlieren. Erst wenn der Schweizer Franken gegenüber dem US-Dollar auf 62 % seines ursprünglichen Wertes abgewertet wäre, bestünde diese Möglichkeit nicht mehr und Arbitrage würde sich nicht mehr lohnen.

## Empirie

### International Comparison Program
Das ursprünglich von Irving Kravis, Alan Heston und Robert Summers initiierte Forschungsprogramm der Weltbank vergleicht Volkswirtschaften mittels der Kaufkraftparitätentheorie.
Das internationale Vergleichsprojekt (ICP) versucht die wirtschaftliche Leistungsfähigkeit von Volkswirtschaften vergleichbarer zu machen. Ein realer Vergleich ist oft schwierig, da die frei gebildeten Wechselkurse oft verzerrt sind (z. B.: Chinas Deviseninterventionen). Daher betrachtet das ICP die preisliche Entwicklung von Warenkörben gemäß dem Kaufkraftparitätenansatz, um eine realitätsnähere Untersuchung zu ermöglichen.

#### Preissystemwahl und Samuelson-Effekt
Die Wahl eines geeigneten Preissystems erweist sich als schwierig, da trotz gleicher wirtschaftlicher Leistungsfähigkeit – aufgrund von unterschiedlichen Preisniveaus – Länder verschieden leistungsfähig erscheinen. Dieser Verzerrungseffekt wird auch Balassa-Samuelson-Effekt genannt. Das ICP wählt ein Durchschnittspreissystem, um den Gerschenkroneffekt zu verringern.

#### Modell
Die internationalen Preise (Durchschnittspreissystem) werden definiert als:
{\displaystyle \pi _{i}=\sum _{j=1}^{m}{\frac {p_{ij}}{KKP_{j}}}\cdot {\frac {q_{ij}}{Q_{i}}}}
womit sich umgekehrt für die Kaufkraftparität des Landes j ergibt:
{\displaystyle KKP_{j}={\frac {\sum _{i=1}^{m}p_{ij}\cdot q_{ij}}{\sum _{i=1}^{m}\pi _{i}\cdot q_{ij}}}}
Erläuterung der Symbole:
- {\displaystyle \pi _{i}} – internationaler Preis für Gut i
- {\displaystyle p_{ij}} – Preis für Gut i in Land j
- {\displaystyle KKP_{j}} – Kaufkraftparität von Land j
- {\displaystyle q_{ij}} – produzierte Menge von Gut i in Land j
- {\displaystyle Q_{i}=\sum _{j=1}^{m}q_{ij}} – Weltproduktion von Gut i

#### Ergebnisse
Verglichen mit der herkömmlichen Berechnung über Wechselkurse fällt der Abstand zwischen den Ländern geringer aus, die Dienstleistungsquote (Ausgaben für Dienstleistungen gemessen am Sozialprodukt) ist in Entwicklungs- wie auch Industrieländern ähnlich (jeweils ca. 1/3) und die Investitionsquote (Investitionsausgaben gemessen am Sozialprodukt) ist in Industriestaaten viel höher.

#### Kritik & Probleme
Ein grundlegendes Problem ist die statistische Datenerhebung. Man muss ein vergleichbares Produkt finden, um {\displaystyle p_{ij}} und {\displaystyle q_{ij}} erheben zu können. Dies ist besonders schwierig bei Dienstleistungen, da hier selten komplett gleiche Dienstleistungen für den Vergleich verfügbar sind.
Eine weitere Schwierigkeit ist das Auftreten des Gerschenkron-Effekts trotz des Durchschnittspreissystems. Dieser Effekt besagt, dass die Wachstumsrate einer Zeitreihe durch das Verschieben des Basisjahres verändert werden kann und so das Ergebnis verändert. 
In der Gleichung zur Bestimmung der internationalen Preise wird der Anteil eines Landes an der Weltproduktion stark gewichtet: {\displaystyle {\frac {q_{ij}}{\sum _{j=1}^{m}q_{ij}}}}
Dies führt zu einer Verzerrung der internationalen Preise zugunsten der Länder mit höherem Anteil an der weltweiten Produktion.
Des Weiteren basiert ICP auf dem Kaufkraftparitätenansatz, der Freihandel voraussetzt (Gesetz vom einheitlichen Preis). Dies ist jedoch nur zwischen einigen Nationen der Fall.